# Marc Belzunces
Marc Belzunces   (Barcelona, 1976), geòleg llicenciat per la Universitat Autònoma de Barcelona i màster en Ciències del Mar per la Universitat Politècnica de Catalunya. Ha estat investigador al Consell Superior d'Investigacions Científiques i assessor en contaminació per a l'Agència Catalana de l'Aigua i el Ministeri espanyol d'Agricultura, Alimentació i Medi Ambient. És expert en Sistemes d'Informació Geogràfica.
Com activista per la llengua i cultura catalanes, entre els anys 2001 i 2012 va ser membre de l'associació Softcatalà. Va ser coordinador de les Jornades sobre català i noves tecnologies (2003-2005). Va participar i coordinar la traducció al català del navegador Opera (versions 6 a 8), l'Skype (versió 1.0) i del programa Cdex 1.51. Membre de l'equip de traducció de l'OpenOffice, administrador i moderador dels fòrums de Softcatalà i interlocutor amb la Fundació puntCAT, així com responsable d'El Rebost de programari en català i membre de l'equip del Catalanitzador per a Windows. Entre 2002 i 2003 va intentar crear una jerarquia catalana de newsgroups (al mateix nivell que les estatals), amb Jordi Iparraguirre i altres. Hagués estat el primer domini català propi (cat.). Entre el 2005 i el 2013 va ser editor i difusor de la Viquipèdia en català.
El 2005 va obrir el bloc personal De l'Holoce estant, amb més de 2 milions de visites fins que el va tancar el 2013. En aquest bloc va presentar els primers mapes públics de l'extensió de l'independentisme i el primer estudi de les característiques sociopolítiques de l'independentisme mitjançant enquestes (CIS 2001), i el primer estudi mediàtic sobre l'independentisme, per al Centre d'Estudis Sobiranistes el 2008. Entre el 2007 i el 2010 va ser ambaixador per a l'àmbit lingüístic del català del portal internacional toponímic Geonames.org, i membre fundador de la campanya Sumem-nos al mapa per un Estat propi, encarregant-se de la cartografia de base.
El 2006 va impulsar la campanya Vota Independència. El 2008 es va declarar “objector de consciència independentista” en ser cridat com a membre d'una mesa electoral a les eleccions espanyoles de 2008, amb el suport legal de l'Associació Catalana per a la Defensa dels Drets Humans. Condemnat a una multa per l'Audiència Provincial de Barcelona, el Tribunal Suprem va declarar desert el seu recurs per estar redactat en català. No van entrar a valorar el recurs, perquè van considerar que no s'havia presentat cap recurs en estar escrit en català. En el recurs al Tribunal Constitucional per vulneració de drets fonamentals —discriminació lingüística, i negació al dret a una segona instància judicial—, el primer cas d'aquestes característiques, el tribunal ho va desestimar dient que no s'havia vulnerat cap dret fonamental. En el recurs al Tribunal Europeu de Drets Humans, el tribunal també ho va desestimar, sense entrar a valorar el cas.
El 2009 va publicar articles al Bloc Gran del Sobiranisme, i l'any següent va ser membre de les executives de Sant Andreu Decideix i Barcelona Decideix, plataformes que van organitzar la consulta sobre la independència a Barcelona. Va ser autor dels mapes sobre l'independentisme i l'unionisme a Catalunya, els primers d'aquesta mena i amb un ampli ressò. El 2013 també va contribuir al primer informe del Consell Assessor per a la Transició Nacional, en l'equip de Ferran Requejo.